# Fir Tree
Fir Tree – wieś w Anglii, w hrabstwie Durham. Leży 16 km na południowy zachód od miasta Durham i 372 km na północ od Londynu.